# هنري جون
هنري جون (26 مايو 1862 - 24 يونيو 1941)  (بالإنجليزية: Henry John)‏ هو لاعب كريكت بريطاني (وحمل سابقاً جنسية المملكة المتحدة لبريطانيا العظمى وأيرلندا). لعب مع Europeans cricket team ‏.